# 河原功
河原 功（かわはら いさお、1948年 - ）は、台湾文学研究者。東京都生まれ。成蹊大学大学院修士課程修了、成蹊高等学校教諭。

## 著書
- 『台湾新文学運動の展開 日本文学との接点』研文出版 研文選書 1997
- 『翻弄された台湾文学 検閲と抵抗の系譜』研文出版 2009
- 『台湾文学研究への道』村里社 2011
- 『台湾渡航記　霧社事件調査から台湾文学研究へ』村里社 2016
- 『「台湾芸術」とその時代』村里社 2017

### 編纂
- 『台湾引揚・留用記録 台湾協会所蔵』全10巻 監修・編 ゆまに書房 1997‐98
- 『日本統治期台湾文学日本人作家作品集』全5巻 中島利郎共編 緑蔭書房 1998‐99
- 『日本統治期台湾文学文芸評論集』全5巻 中島利郎,下村作次郎共編 緑蔭書房 2001
- 『日本統治期台湾文学集成 台湾長篇小説集 3』編 緑蔭書房 2002
- 『日本統治期台湾文学集成 台湾戯曲・脚本集』1－3 編 緑蔭書房 2003
- 『日本統治期台湾文学集成 台湾詩集』編 緑蔭書房 2003
- 『日本統治期台湾文学集成 台湾随筆集 1』編 緑蔭書房 2003
- 『日本統治期台湾文学集成 王昶雄作品集』編 緑蔭書房 2007
- 『日本統治期台湾文学集成 呉濁流作品集』編 緑蔭書房 2007

### 監修
- 『日本植民地文学精選集 台湾編』監修 ゆまに書房 2001
- 『日本統治期台湾文学集成』中島利郎,下村作次郎共監修 緑陰書房　2002-07

## 参考
- 『翻弄された台湾文学』著者紹介